# Herakles (Makedone)
Herakles (altgriechisch Ἡρακλῆς Hēraklḗs; * 327 v. Chr. in Baktrien; † 309 v. Chr.) war ein unehelicher Sohn Alexanders des Großen und der persischen Adligen Barsine, einer Tochter des Artabazos II. Benannt wurde er nach dem griechischen Sagenhelden Herakles, von dem die makedonische Königsdynastie der Argeaden eine Abstammung beanspruchte, deren letzter männlicher Angehöriger er war. Mütterlicherseits war er von königlich-persischer Abstammung, da seine Mutter den Pharnakiden angehörte, einem Seitenzweig des persischen Königsgeschlechts der Achämeniden. Von dem antiken Historiker Diodor wurde Herakles als „König“ bezeichnet.

## Leben
Beim Tod Alexanders 323 v. Chr. in Babylon sprach sich der nauarchos Nearchos für den Sohn der Barsine als geeigneten Nachfolger aus. Auch Ptolemaios zog dies in Betracht, allerdings wurde dieser Vorschlag von der Mehrzahl der Führungsoffiziere des Alexanderheeres abgelehnt. Nearchos wurde auf der Massenhochzeit von Susa mit einer Tochter der Barsine aus deren früheren Ehe mit Mentor von Rhodos verheiratet, und Ptolemaios war bei selbigem Anlass zum Schwager der Barsine geworden. Letztlich wurden Philipp III. Arrhidaios und der postum geborene Alexander IV. Aigos vom Heer als Könige anerkannt, jeweils Onkel und Halbbruder des Herakles.
Mit seiner Mutter lebte Herakles zunächst von den Diadochenkriegen unbehelligt in Pergamon. Nachdem aber Kassander im Jahr 310 v. Chr. den jungen Alexander IV. Aigos hatte ermorden lassen und damit den letzten legitim geborenen Argeaden beseitigt hatte, rief im Jahr 309 v. Chr. der mit Kassander verfeindete Polyperchon den damals 17-jährigen Herakles zum neuen Prätendenten für das Königtum aus. Polyperchon herrschte damals auf dem Peloponnes, und weil sich Herakles wie auch Barsine von da an in seinem Gefolge befanden, ist es wahrscheinlich, dass die beiden von dem mit Polyperchon verbündeten Antigonos Monophthalmos von Pergamon nach Europa entsandt wurden. Aber noch im selben Jahr kamen Polyperchon und Kassander bei einem Treffen in Tymphaia zu einem friedlichen Einvernehmen, das vertraglich abgesichert wurde. In diesem Vertrag stellte Kassander die Bedingung zur Beseitigung des Herakles, worauf dieser mit seiner Mutter von Polyperchon ermordet wurde. Ihre Leichen wurden in aller Stille begraben und damit, wie Justin bemerkte, ein dem Herakles angemessenes Begräbnis verweigert.

## Für und Wider der Vaterschaft
In der Geschichtsforschung war die Vaterschaft Alexanders des Großen auf Herakles nicht unumstritten. William Woodthorpe Tarn stellte anhand der überlieferten Quellen 1921 die These auf, dass Herakles nicht der Sohn Alexanders noch der Barsine gewesen sein könne. Vielmehr sei er der Sohn beliebiger Eltern gewesen, der von Antigonos Monophthalmos nur als Sohn des Alexander ausgegeben wurde, um über ihn seine Regentschaft über das Alexanderreich zu legitimieren, die zugleich von seinem Feind Kassander beansprucht wurde. Zu den von Tarn angeführten Argumenten gehört die Nichterwähnung des Herakles noch zu Lebzeiten seines angeblichen Vaters bei allen klassischen Alexanderhistorikern. Auch die Tatsache, dass Alexander nie auch nur irgendein Kind anerkannt hatte, spreche dafür. Curtius Rufus, Plutarch und Appian nennen Herakles bzw. einen Sohn der Barsine beim Tod Alexanders, aber der vor ihnen schreibende Diodor erklärte, dass Alexander bei seinem Tod keinen Erben bzw. Sohn hinterlassen habe (Alexander IV. Aigos wurde erst postum geboren). Weiterhin wird das Verhältnis der Barsine zu Alexander angeführt, von der unter anderem bei Arrian und Diodor zwar geschrieben wurde, dass sie nach der „Gefangennahme“ des persischen Königsharems in Damaskus durch Parmenion 333 v. Chr. die Geliebte Alexanders wurde, allerdings könne nicht die Dauer dieses Verhältnisses ermittelt werden, da Barsine bis zum Tod Alexanders nicht mehr erwähnt wurde. Außerdem habe Parmenion laut Plutarch Alexander dazu gedrängt, Barsine zu heiraten, aber unter Berücksichtigung der latenten Rivalität des Königs zu seinem Feldherrn, den er später umbringen ließ, hielt es Tarn für ausgeschlossen, dass Alexander eine Frau auch nur als Mätresse hätte annehmen können, die möglicherweise in einem persönlichen Einvernehmen zu Parmenion gestanden habe. Ausgehend von dem bei Diodor genannten Sterbealter des Herakles von 17 Jahren müsste dieser im Jahre 327/6 v. Chr. geboren sein, als Alexander gerade durch Sogdien und Baktrien zog. In jener Zeit hatte dieser Roxane geheiratet, ohne dass dabei eine mögliche Trennung von Barsine erwähnt worden wäre. Auch hatte Alexander damals deren Vater Artabazos zum Satrapen von Baktrien ernannt, weshalb es Tarn für unwahrscheinlich hält, dass Alexander zu dieser Zeit noch mit Barsine liiert war, da er sich durch seine Ehe mit Roxane und eine Verstoßung der Barsine mit Artabazos einen möglichen Feind geschaffen hätte. Als Fazit ordnete Tarn ein Verhältnis der Barsine zu Alexander, ähnlich dessen vermeintlichem Treffen mit der Amazonenkönigin, in das Reich der Mythologie ein. Herakles sei ein Sohn unbekannter Eltern gewesen, der von Antigonos als Sohn Alexanders ausgegeben wurde, nur dass der mächtige Diadochenherrscher dabei den Fehler begangen habe, eine mit fünf Jahren zu junge Marionette hervorgezogen zu haben.
Die These Tarns hatte sich in der Forschung letztlich nicht durchgesetzt, in späteren Publikationen wurde Herakles als Sohn Alexanders des Großen akzeptiert. Robert Malcolm Errington unterstellte später Tarn eine „moralische Voreingenommenheit“ gegenüber dem von ihm idealisierten Alexander, nach der ein Konkubinat zwischen Barsine und Alexander unmöglich gewesen wäre, und dass er Herakles aus der Geschichte tilgen wollte. Auch wird darauf verwiesen, dass Kassander den Herakles offenbar für so bedrohlich hielt, dass er dessen Ermordung zur Vertragsbedingung mit Polyperchon machte. Auch könne Barsine sehr wohl bis 327/6 v. Chr. dem Gefolge Alexanders angehört haben und erst die Geburt ihres Sohnes und die Ehe ihres Geliebten mit Roxane zum Anlass genommen haben, um ein für sie und ihren Sohn sicheres Refugium zu suchen.

## Grabfund
Im Jahr 2008 wurde bei Grabungsarbeiten in der Nähe des Tumulus der königlichen Gräber von Vergina (Aigai) ein goldner Behälter freigelegt, der neben den Resten eines goldenen Eichenkranzes auch die sterblichen Überreste einer männlichen Person enthielt, die im jugendlichen Alter gestorben war. Chrysoula Saatsoglou-Paliadeli, Professorin für klassische Archäologie der Universität von Thessaloniki, hält dies für das Grab des Herakles. Die Zuschreibung wird allerdings aufgrund einer fehlenden Inschrift wie auch durch einen weiteren Grabfund verkompliziert. Im August 2009 wurden unter der Agora von Vergina, unweit des Theaters, in dem Philipp III. ermordet wurde, zwei große silberne Behälter ausgegraben, von denen einer ebenfalls neben sterblichen Überresten auch die eines goldenen Kranzes enthielt. Der ungewöhnliche Ort des Fundes lasse laut Stella Drougou, ebenfalls Archäologieprofessorin der Universität Thessaloniki, auf einen Akt der Bestrafung oder der Illegalität schließen. Die Behälter ähneln außerdem jener silbernen Hydria, die im Grab III des Tumulus entdeckt wurde, die allgemein Alexander IV. Aigos zugeschrieben wird. Die Identifizierung des Geschlechts und des Alters des zweiten Leichenfundes steht noch aus.
Gesetzt den Fall, dass es sich bei einem der beiden Funde um die Überreste des Herakles handelt, würde die Behauptung Justins bestätigt, wonach Herakles in privater Heimlichkeit bestattet wurde, da eine aufwendige und auffallende Bestattung eines Mitglieds des königlichen Hauses außerhalb des Grabtumulus und unter der Agora und deshalb unter unwürdigen Bedingungen von Kassander kaum gebilligt werden konnte, ohne das Missfallen der Makedonen gegen sich zu erregen. Dass beiden Begrabenen aber goldene Kränze beigegeben wurden, kann darauf zurückführen sein, dass zumindest ihre Bestatter (Kassander?) ihre königliche Abkunft anerkannten.